# МКС-25
МКС-25 — двадцять п'ятий довготривалий екіпаж Міжнародної космічної станції, що складався з шести осіб. Робота екіпажу розпочалася 25 вересня 2010 року о 2:02 UTC після відстиковки корабля «Союз ТМА-18» від МКС і закінчилася після відстиковки корабля «Союз ТМА-19» 26 листопада 2010 року.

## Екіпаж[3]
| Посада        | вересень 2010 року     | з жовтня по листопад 2010 року |
| ------------- | ---------------------- | ------------------------------ |
| Командир      | Даглас Вілок (2), НАСА | Даглас Вілок (2), НАСА         |
| Бортінженер 1 | Шеннон Вокер (1), НАСА | Шеннон Вокер (1), НАСА         |
| Бортінженер 2 | Федір Юрчихін (3), РКА | Федір Юрчихін (3), РКА         |
| Бортінженер 3 |                        | Скотт Келлі (3), НАСА          |
| Бортінженер 4 |                        | Олександр Калері (5), РКА      |
| Бортінженер 5 |                        | Олег Скрипочка (1), РКА        |

## Завдання екіпажу
Крім виконання програми науково-прикладних досліджень та експериментів, екіпаж здійснив, зокрема, роботи з обслуговування стикування корабля «Прогрес М-08М», а також вихід у відкритий космос на російський сегмент МКС.
Плановане стикування МКС з шатлом «Діскавері» STS-133 під час експедиції не відбулося через перенесення часу старту корабля.

## Політ
Під час перебування 25-ї експедиції на МКС станція відзначила кілька знаменних дат. По-перше, 22 жовтня 2010 року час безперервного перебування людей на МКС перевищив аналогічний час для станції «Мир». По-друге, 2 листопада 2010 року виповнилося рівно десять років як почав працювати екіпаж МКС-1, з того часу міжнародна космічна станція залишається постійно населеною (виключаючи короткі проміжки часу під час перестикування кораблів «Союз»).

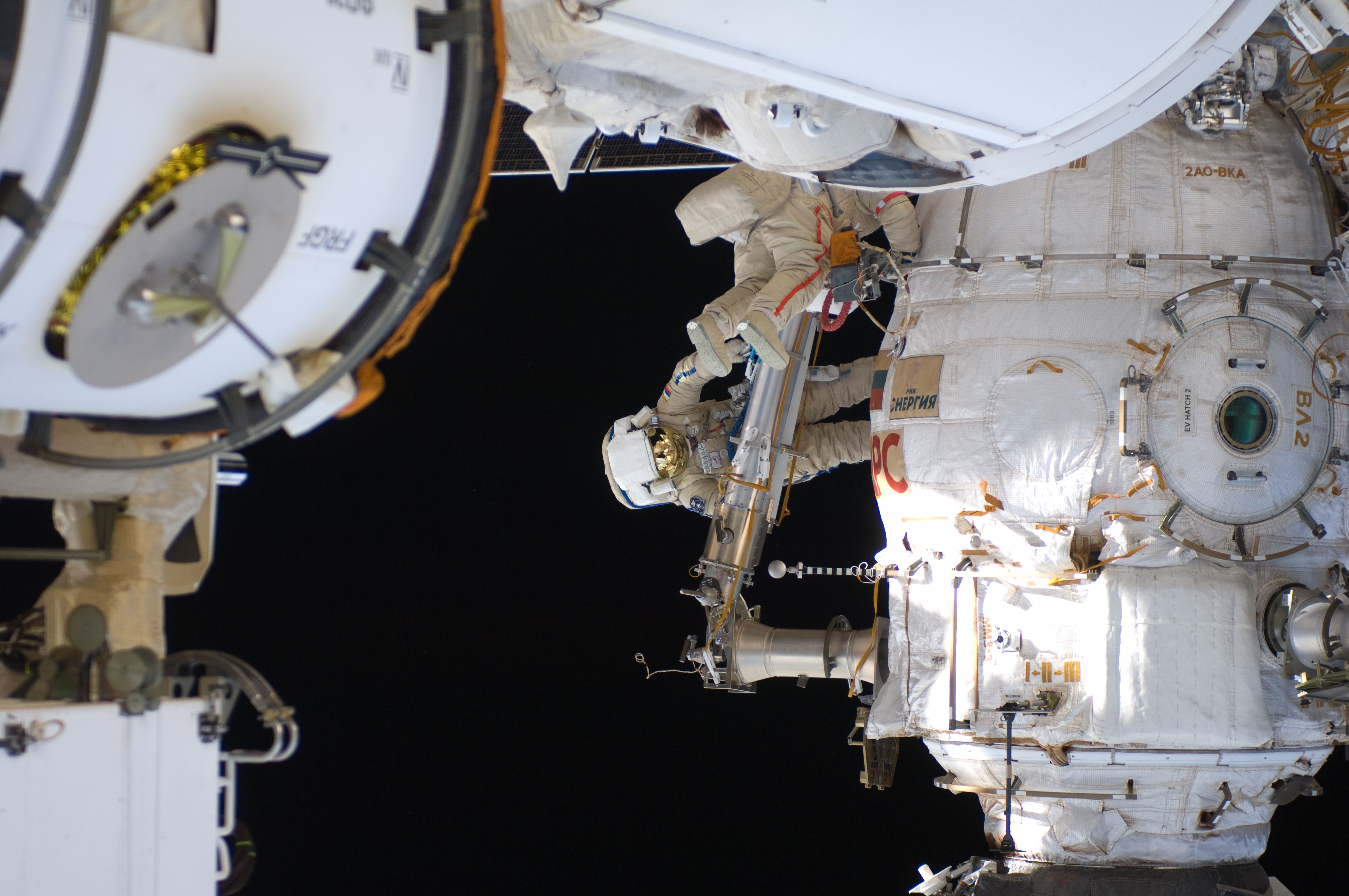
Федір Юрчихін та Олег Скрипочка працюють на поверхні російського сегменту МКС

26 листопада 2010 року о 4:23 (UTC) корабель «Союз ТМА-19» відстикувався від МКС знаменуючи тим самим закінчення експедиції МКС-25.

## Позакорабельна діяльність
15 листопада о 14:55 (UTC) Федір Юрчихін і Олег Скрипочка відкрили вихідний люк і почали роботи на зовнішній поверхні російського сегменту МКС. Всього вихід тривав 6 годин 28 хвилин, всі завдання було виконано успішно, крім установки телекамери на модуль «Рассвєт». За час виходу космонавти взяли пробні мазки з зовнішньої поверхні модулів «Звезда» та «Пірс», встановили універсальне робоче місце УРМ-Д на модулі «Зірка», зробили знімки імпульсного плазмового інжектора ІПІ-СМ, демонтували моноблок «Robotik», встановили на «Пірсі» м'який поручень, на модулі «Поіск» — знімну касету-контейнер, а також виконали ряд інших робіт.